# 池井優
池井 優（いけい まさる、1935年1月25日 - ）は、日本の歴史学者。慶應義塾大学名誉教授。専門は日本外交史、極東国際関係史。国会議員の和田政宗やアナウンサーの大澤広樹は教え子。

## 略歴
東京都生まれ。東京都立青山高等学校、慶應義塾大学法学部政治学科、同大学院修士課程修了。同大助手・講師・助教授を経て慶應義塾大学法学部教授。1994年1月、博士論文「日本外交の現代史的展開」により慶應義塾大学より博士（法学）の学位を授与された。
この間にコロンビア大学客席研究員（1964年-1965年）、同客員准教授(1973-1974年)、在香港総領事館特別研究員（1968-1969年）、ミシガン大学客員教授（1981年-1982年）などを務め、また2006年には慶應義塾大学創立150周年記念の一環として行われた「復活！慶應義塾の名講義」に登場するなど、慶應義塾大学を退官後も同大を代表する関係者の一人として活動している。
2000年に同校を定年退職後は清和大学法学部教授（2000-2001年）、青山学院大学国際政治経済学部教授（2001-2003年）を務めた。
池井の活動はこの他にも、日本スポーツ学会代表理事、野球文化学会幹事、2007年の西武ライオンズの裏金問題に関する委員会・委員長などを務めた。日米の野球の歴史にも精通し、プロ野球やメジャーリーグ関連の話題で新聞やテレビに登場することが多い。
元プロ野球選手の兵頭冽は小学校時代の同級生。

## 著書

### 単著
- 『日本外交史概説』（慶應通信, 1973年、増補版1982年、三訂版1992年）
- 『白球太平洋を渡る――日米野球交流史』（中央公論社〈中公新書〉, 1976年）
- 『大リーグへの招待』（平凡社, 1977年）
- 『東京六大学野球外史――慶應義塾大学野球部にみる学生野球の真髄』（ベースボール・マガジン社, 1977年）
- 『これが大リーグだ――アメリカ野球の魅力をさぐる』（朝日ソノラマ, 1978年）
- 『ハロー、スタンカ、元気かい――プロ野球外人選手列伝』（創隆社, 1983年／講談社文庫, 1986年）
- 『ハロー、マニエル、元気かい――プロ野球外人選手列伝2』（創隆社, 1985年）
- 『野球おもしろ文化論』（共同通信社, 1988年）
- 『決断と誤断――歴史に学ぶ国際交渉・45の名言とドラマ』（PHP研究所, 1989年）
- 『野球と日本人』（丸善ライブラリー, 1991年）
- 『女子学生興国論』（共同通信社, 1991年／中公文庫, 1996年）
- 『プロ野球おもしろこぼれ話』（三笠書房知的生きかた文庫, 1992年）
- 『オリンピックの政治学』（丸善ライブラリー, 1992年）
- 『陸の王者慶應――体育会名勝負ものがたり』（慶應通信, 1995年）
- 『藤山一郎とその時代』（新潮社, 1997年）
- 『決断と誤断――国際交渉における人と名言』（慶應義塾大学出版会, 1997年）
- 『慶應義塾大学法学部政治学科百年小史――師友人物記』（慶應義塾大学出版会, 1998年）
- 『メジャーリーグに挑戦する男たち』（日本放送出版協会, 1998年）
- 『第二の故郷――三田の山』（慶應義塾大学出版会, 2000年）
- 『駐日アメリカ大使』（文藝春秋〈文春新書〉, 2001年）
- 『近代オリンピックのヒーローたち』（日本放送出版協会, 2004年）
  - 改訂版『近代オリンピックのヒーローとヒロイン』（慶應義塾大学出版会, 2016年）
- 『アメリカが変えた日本の歴史――ペリー後の150年を読む』（太陽企画出版, 2005年）
- 『一瞬に懸けたアスリートたち――スポーツ名語録』（清流出版, 2006年）
- 『語られなかった戦後日本外交』（慶應義塾大学出版会、2012年）
- 『オリンピックと日本人　こころをよむ』NHK出版、2013年3月。シリーズ・ラジオテキスト
- 『あの頃日本人は輝いていた　時代を変えた24人』（芙蓉書房出版, 2017年）
- 『学問と野球に魅せられた人生』（芙蓉書房出版, 2022年）

### 共著
- （鳴瀬速夫・石井英輔）『草野球必勝Q&A――血と汗のしたたる“草野球虎の巻"』（講談社, 1977年）
- （山下重定）『プロ野球名監督に学ぶチーム・マネジメントの研究――人を活かし、燃える組織に変える』（HBJ出版局, 1988年）
- （鈴木明）『今、プロ野球を斬る――対論』（作品社, 1981年）
- （ロバート・ホワイティング）『おもしろすぎるぜプロ野球――選手達には読ませられない!?』（グロビュー社, 1984年）
- （アメリカ野球愛好会）『熱闘!大リーグ観戦事典』（宝島社新書, 2001年）

### 共編著
- （石川忠雄・中嶋嶺雄）『戦後資料日中関係』（日本評論社, 1970年）
- （堀江湛）『日本の政党と外交政策――国際的現実との落差』（慶應通信, 1980年）
- （波多野勝・黒沢文貴）『濱口雄幸日記・随感録』（みすず書房, 1991年）
- （坂本勉）『近代日本とトルコ世界』（勁草書房, 1999年）

### 訳書
- マイケル・ブレーカー『根まわしかきまわしあとまわし――日本の国際交渉態度の研究』（サイマル出版会, 1976年）
- ロジャー・カーン『輝けるアメリカ野球――球史を飾る男たちのドラマ』（講談社, 1978年）
- ウイリー・メイズ, チャールズ・アインスタイン『ウイリー・メイズ自伝――大リーグの黒い稲妻』（ベースボール・マガジン社, 1979年）
- アレン・S・ホワイティング『シベリア開発の構図――錯綜する日米中ソの利害』（日本経済新聞社, 1983年）
- ジーン・スタンカ『熱投スタンカを憶えてますか』（中央公論社, 1985年）
- ハリソン・M・ホーランド『日米外交比較論』（慶應通信, 1986年）

## 放送出演
- NHKカルチャーアワー「歴史再発見・近代日本の外交の歩み」（2006年10月から2007年3月）
- 視点・論点
- NHK衛星第1テレビジョン大リーグ中継ゲスト解説